# لاپو ناوا
لاپو ناوا (انگلیسی: Lapo Nava؛ زادهٔ ۲۲ ژانویهٔ ۲۰۰۴) بازیکن فوتبال اهل ایتالیا است که در حال حاضر برای باشگاه فوتبال میلان فوتورو بازی می‌کند. 
از باشگاه‌هایی که در آن بازی کرده است می‌توان به باشگاه فوتبال آ.ث. میلان اشاره کرد.

## زندگی شخصی
لاپو ناوا، فرزند بازیکن بازنشسته باشگاه فوتبال آ.ث. میلان، استفانو ناوا است.